# Aphra nyctemeroides
Aphra nyctemeroides är en fjärilsart som beskrevs av Walker 1869. Aphra nyctemeroides ingår i släktet Aphra och familjen björnspinnare. Inga underarter finns listade i Catalogue of Life.